# Mekethimmanahalli, Madhugiri
Mekethimmanahalli là một làng thuộc tehsil Madhugiri, huyện Tumkur, bang Karnataka, Ấn Độ.